# Víktor Serèbrianikov
Víktor Serèbrianikov   (Zaporíjia, 29 de març de 1940 - Kíiv, 12 de novembre de 2014) fou un futbolista ucraïnès de la dècada de 1960 i entrenador.
Fou 21 cops internacional amb la selecció soviètica amb la qual participà en la Copa del Món de Futbol de 1962, 1966 i 1970.
Pel que fa a clubs, defensà els colors de FC Dinamo de Kíev.